# Diocesi di Keningau
La diocesi di Keningau (in latino Dioecesis Keningauensis) è una sede della Chiesa cattolica in Malaysia suffraganea dell'arcidiocesi di Kota Kinabalu. Nel 2021 contava 147.369 battezzati su 504.095 abitanti. È retta dal vescovo Cornelius Piong.

## Territorio
La diocesi comprende la Interior Division (in malese: Bahagian Pedalaman) nella parte occidentale dello stato malese di Sabah.
Sede vescovile è la città di Keningau, dove si trova la cattedrale di San Francesco Saverio.
Il territorio è suddiviso in 10 parrocchie.

## Storia
La diocesi è stata eretta il 17 dicembre 1992 con la bolla Opitulante quidem di papa Giovanni Paolo II, ricavandone il territorio dalla diocesi di Kota Kinabalu (oggi arcidiocesi).
Originariamente suffraganea dell'arcidiocesi di Kuching, il 23 maggio 2008 è entrata a far parte della provincia ecclesiastica dell'arcidiocesi di Kota Kinabalu.

## Cronotassi dei vescovi
Si omettono i periodi di sede vacante non superiori ai 2 anni o non storicamente accertati.
- Cornelius Piong, dal 17 dicembre 1992

## Statistiche
La diocesi nel 2021 su una popolazione di 504.095 persone contava 147.369 battezzati, corrispondenti al 29,2% del totale.
| anno | popolazione | popolazione | popolazione | presbiteri | presbiteri | presbiteri | presbiteri                | diaconi | religiosi | religiosi | parrocchie |
| anno | battezzati  | totale      | %           | numero     | secolari   | regolari   | battezzati per presbitero | diaconi | uomini    | donne     | parrocchie |
| ---- | ----------- | ----------- | ----------- | ---------- | ---------- | ---------- | ------------------------- | ------- | --------- | --------- | ---------- |
| 1999 | 83.195      | 394.400     | 21,1        | 6          | 6          |            | 13.865                    |         | 4         | 28        | 9          |
| 2000 | 87.066      | 413.200     | 21,1        | 9          | 9          |            | 9.674                     |         | 3         | 28        | 9          |
| 2001 | 90.592      | 514.500     | 17,6        | 9          | 9          |            | 10.065                    |         | 3         | 28        | 9          |
| 2002 | 93.713      | 529.935     | 17,7        | 9          | 9          |            | 10.412                    |         | 3         | 34        | 9          |
| 2003 | 95.999      | 543.183     | 17,7        | 10         | 10         |            | 9.599                     |         | 3         | 38        | 10         |
| 2004 | 98.362      | 550.026     | 17,9        | 11         | 11         |            | 8.942                     |         | 3         | 54        | 10         |
| 2006 | 102.777     | 561.000     | 18,3        | 11         | 11         |            | 9.343                     |         | 13        | 64        | 10         |
| 2013 | 122.479     | 434.723     | 28,2        | 19         | 17         | 2          | 6.446                     |         | 15        | 52        | 11         |
| 2016 | 128.900     | 472.000     | 27,3        | 17         | 16         | 1          | 7.582                     |         | 25        | 44        | 10         |
| 2019 | 135.800     | 494.900     | 27,4        | 17         | 16         | 1          | 7.988                     |         | 25        | 44        | 10         |
| 2021 | 147.369     | 504.095     | 29,2        | 25         | 23         | 2          | 5.894                     |         | 7         | 44        | 10         |